# Ягачак, Моника
Моника «Як» Ягачак (пол. Monika "Jac" Jagaciak; род. 15 января 1994, Познань, Польша) — польская топ-модель и бывший «ангел» компании Victoria’s Secret.

## Карьера
Моника Ягачак начала карьеру в 2007 году, когда после совета своей старшей сестры Анны пошла на кастинг, организованный агентством GAGA Models Agnency в одном из торговых центров в Польше. После этого подписала контракт с IMG Models и появилась на обложке французского журнала Jalouse. После этого Ягачак приняла участие в рекламной кампании бренда Hermès, фотографом которой был Питер Линдберг, вместе с Дарьей Вербовой, победив более 600 конкуренток. Моника утверждает что на тот момент не слышала о таком бренде и не знала Линдберга, что впоследствии помогло ей сохранить спокойствие во время фотосессии.
Фотографии Ягачак возмутили некоторых критиков, которые были расстроены идеей сексуализации девушек в столь юном возрасте Вскоре после этого она начала ездить по странам в связи с работой модели, в 2008 году Моника отправилась в Японию для съемок обложки журнала Elle. В мае 2008 года она во второй раз появилась на обложке французского модного журнала «Jalouse», а в октябре 2008 года снялась для «Harper's Bazaar» и «Japanese Spur».. Ягачак должна была сняться для обложки австралийского Vogue, но редактор журнала решил, что она недостаточно взрослая для этого.
Несмотря на успех, юный возраст Моники и её присутствие в индустрии моды вызвали споры, когда в 2008 году в возрасте 14 лет ей было отказано в участии в «Australian Fashion Week». После получения некоторых критических замечаний по поводу сексуализации молодых моделей в индустрии моды, организаторы «Australian Fashion Week» постановили, что всем детям до 16 лет будет запрещено участвовать в модных показах в Сиднее. Моника, чувствовавшая себя гораздо взрослее своего возраста считала такое решение глупым  Вопрос слишком юного возраста для модной индустрии никогда не касался Джеммы Уорд, которой было 15 лет, когда она дебютировала на «Australian Fashion Week» в мае 2003 года, или другой австралийской модели Таллулы Мортон, которой было 13 лет, когда она дебютировала на этом мероприятии два года спустя.. Мать Моники, Марлена, сказала, что она всегда везде сопровождает свою дочь и никогда не подвергнет её опасности.
Спустя 2 года, Ягачак произвела фурор, дебютировав на Неделе моды в Нью-Йорке во множестве показов, от Донны Каран до коллекции Кельвина Кляйна, став одной из самых обсуждаемых моделей 2009 года Дизайнер Франсиско Коста сказал о ней: «Она обладает вечной красотой, которая дает ей возможность быть универсальной и одной из самых многообещающих моделей.»
В 2013, 2014 и 2015 годах была приглашена на итоговый показ компании Victoria’s Secret. С 2015 по 2016 год была «ангелом» Victoria's Secret.

## Личная жизнь
В 2017 году Моника вышла замуж за сербского фотографа Бранислава Янкича.  10 августа 2019 года у них родилась дочь Мила.